# Họ Kim ngân
Caprifoliaceae là danh pháp khoa học để chỉ một họ thực vật có hoa, trong một số tài liệu bằng tiếng Việt gọi là họ Cơm cháy, nhưng tên gọi này hiện nay không thể coi là chính xác nữa khi các loài cơm cháy có tên gọi khoa học chung là Sambucus đã được APG II xếp vào họ Adoxaceae cùng bộ. Tên gọi họ Kim ngân là chính xác hơn do các loài kim ngân (nhẫn đông) có danh pháp Lonicera, đồng nghĩa: Caprifolium vẫn còn trong họ này cho dù hiểu theo bất kỳ hệ thống phân loại nào và theo bất kỳ định nghĩa nào (rộng hay hẹp) cho họ. Hơn nữa, tên gọi khoa học của họ có nguồn gốc từ một trong số các từ đồng nghĩa của chi Lonicera, nên tên gọi họ Kim ngân là hoàn toàn hợp lý.
Họ này khi hiểu theo nghĩa rộng là một nhánh bao gồm khoảng 900 loài, với sự phân bổ gần như rộng khắp thế giới; nhưng khi hiểu theo nghĩa hẹp chỉ phổ biến ở khu vực ôn đới Bắc bán cầu, với trung tâm đa dạng nằm ở miền đông Bắc Mỹ và miền đông châu Á, trong khi không có mặt tại khu vực châu Phi nhiệt đới và miền nam của châu lục này.
Chúng chủ yếu là cây bụi hay dây leo, ít thấy cây thân thảo, bao gồm một số loài cây cảnh trong các khu vực ôn đới hay miền núi khu vực nhiệt đới. Lá chủ yếu mọc đối không có các lá kèm (bộ phận thêm vào tại phần gốc của cuống lá), và có thể hoặc là thường xanh hay sớm rụng. Hoa có hình phễu dạng ống hay dạng chuông, thông thường với 5 thùy hay đầu nhọn phân bố ra phía ngoài, thường có hương thơm. Chúng thông thường tạo thành đài hoa nhỏ với các lá bắc nhỏ. Quả trong phần lớn các trường hợp la loại quả mọng hay quả hạch. Các chi Diervilla và Weigela có quả nang.

## Phân loại

### Cronquist
Trong hệ thống Cronquist phiên bản 1981, họ này bao gồm khoảng 420 loài trong 15 chi như sau:
- Abelia: Lục đạo mộc
- Carlemannia. Hiện nay xếp trong họ Carlemanniaceae.
- Diervilla
- Dipelta
- Heptacodium
- Kolkwitzia
- Leycesteria
- Linnaea
- Lonicera: Kim ngân
- Sambucus: Cơm cháy. Hiện nay xếp trong họ Adoxaceae.
- Silvianthus: Ngân hoa. Hiện nay xếp trong họ Carlemanniaceae.
- Symphoricarpos
- Triosteum
- Viburnum: Vót, giáng cua, cậm cò, tú cầu. Hiện nay xếp trong họ Adoxaceae.
- Weigela

### APG 1998
Trong phân loại của hệ thống APG năm 1998 thì họ này bị chia ra thành một số họ. Cụ thể như sau:
- Các chi Sambucus (cơm cháy) cùng Viburnum (giáng cua, cậm cò, tú cầu) được đưa vào họ Adoxaceae.
- Các chi Carlemannia và Silvianthus tách ra để tạo thành một họ mới là Carlemanniaceae nhưng lại thuộc về bộ Hoa môi (Lamiales).
- Các chi Diervilla và Weigela tạo thành họ Diervillaceae.
- Các chi Abelia, Dipelta, Kolkwitzia và Linnaea tạo thành họ Linnaeaceae.

Như vậy, họ này chỉ còn chứa khoảng 220 loài trong 5 chi:
- Heptacodium
- Leycesteria
- Lonicera (bao gồm cả: Caprifolium, Metalonicera, Xylosteon). Khoảng 180 loài
- Symphoricarpos
- Triosteum

### APG
Trong phân loại của hệ thống APG II năm 2003 người ta đưa ra tùy chọn như sau
- Theo nghĩa hẹp (sensu stricto): gồm 220 loài trong 5 chi như của APG 1998.
- Theo nghĩa rộng (sensu lato): Bao gồm họ này theo nghĩa hẹp cùng một phần các họ Diervillaceae, Dipsacaceae, Linnaeaceae, Morinaceae và Valerianaceae và có thể được chia thành các phân họ/tông như sau:

Trong hệ thống APG III năm 2009 và hệ thống APG IV năm 2016 người ta không còn chấp nhận tùy chọn tách ra nữa mà chỉ công nhận họ Caprifoliaceae nghĩa rộng và phân chia như sau:
- Phân họ Caprifolioideae Eaton: 5 chi, 220 loài. Chủ yếu là ôn đới Bắc bán cầu, đặc biệt là Đông Á và đông Bắc Mỹ.
  - Heptacodium Rehder: 1 loài (Heptacodium miconioides) ở đông Trung Quốc.
  - Leycesteria Wallich
  - Lonicera L. (gồm cả Caprifolium, Chamaecerasus): 180 loài.
  - Symphoricarpos Duhamel
  - Triosteum L.
- Phân họ Diervilloideae Rafinesque: 1-2 chi, 16 loài ở Đông Á (Trung Quốc, Viễn Đông Nga, Triều Tiên, Nhật Bản) và đông nam Hoa Kỳ.
  - Diervilla Miller
  - Weigela Thunberg (gồm cả Macrodiervilla, Weigelastrum)
- Phân họ Dipsacoideae Eaton: 11 chi, 290 loài. Đại lục Á-Âu (đặc biệt là khu vực Địa Trung Hải), châu Phi tới Malesia.
  - Cephalaria Roem. & Schult.: 80 loài.
  - Dipsacus L. (gồm cả Simenia)
  - Knautia L.: 60 loài.
  - Pterocephalus Adanson (gồm cả Pterocephalidium)
  - Scabiosa L. (gồm cả Lomelosia, Pseudoscabiosa, Pycnocomon, Scabiosiopsis, Sixalix, Tremastelma): Trên 80 loài.
  - Succisa Haller
  - Succisella Beck
  - Triplostegia de Candolle (gồm cả Hoeckia): 2 loài ở Đông Nam Á tới đông Malesia.
- Phân họ Linnaeoideae Rafinesque: 6 chi, khoảng 20 loài. Vòng quanh ôn đới phương bắc (Linnaea), Mexico (Vesalea), Trung Quốc tới Nhật Bản (5 chi).
  - Abelia R. Brown
  - Diabelia Landrein
  - Dipelta Maximowicz
  - Kolkwitzia Graebner
  - Linnaea L.
  - Vesalea Martens & Galeotti
- Phân họ Morinoideae: 2-3 chi, 13 loài. Từ Balkan tới Trung Quốc.
  - Acanthocalyx (de Candolle) van Tieghem
  - Morina L. (gồm cả Asaphes, Cryptothladia). Có thể cận ngành.
- Phân họ Valerianoideae Rafinesque: 5 chi, 375 loài. Ôn đới phương bắc (đặc biệt là khu vực Địa Trung Hải) và Andes ở Nam Mỹ (một nửa phân họ).
  - Centranthus de Candolle
  - Nardostachys de Candolle
  - Patrinia de Jussieu
  - Valeriana L. (gồm cả Aligera, Aretiastrum, Astrephia, Belonanthus, Phuodendron, Phyllactis, Plectritis, Porteria, Stangea): 270 loài.
  - Valerianella Miller (gồm cả Fedia, Pseudobetckea, Siphonella): 65 loài.
- Zabelia (Rehder) Makino: 4-6 loài từ Trung Á (Afghanistan, Thiên Sơn) tới Viễn Đông (Nhật Bản).

## Phát sinh chủng loài
Cây phát sinh chủng loài trong phạm vi họ Caprifoliaceae nghĩa rộng dưới đây dựa theo Wang và ctv. (2020):

|  | Linnaeoideae                                            |
|  |                                                         |
|  | \| \| Zabelia \| \| \| \| \| \| Morinoideae \| \| \| \| |
|  |                                                         |
|  | Zabelia                                                 |
|  |                                                         |
|  | Morinoideae                                             |
|  |                                                         |

|  | Zabelia     |
|  |             |
|  | Morinoideae |
|  |             |

|  | Valerianoideae |
|  |                |
|  | Dipsacoideae   |
|  |                |

|  | Linnaeoideae                                            |
|  |                                                         |
|  | \| \| Zabelia \| \| \| \| \| \| Morinoideae \| \| \| \| |
|  |                                                         |
|  | Zabelia                                                 |
|  |                                                         |
|  | Morinoideae                                             |
|  |                                                         |

|  | Zabelia     |
|  |             |
|  | Morinoideae |
|  |             |

|  | Valerianoideae |
|  |                |
|  | Dipsacoideae   |
|  |                |

|  | Linnaeoideae                                            |
|  |                                                         |
|  | \| \| Zabelia \| \| \| \| \| \| Morinoideae \| \| \| \| |
|  |                                                         |
|  | Zabelia                                                 |
|  |                                                         |
|  | Morinoideae                                             |
|  |                                                         |

|  | Zabelia     |
|  |             |
|  | Morinoideae |
|  |             |

|  | Valerianoideae |
|  |                |
|  | Dipsacoideae   |
|  |                |

|  | Linnaeoideae                                            |
|  |                                                         |
|  | \| \| Zabelia \| \| \| \| \| \| Morinoideae \| \| \| \| |
|  |                                                         |
|  | Zabelia                                                 |
|  |                                                         |
|  | Morinoideae                                             |
|  |                                                         |

|  | Zabelia     |
|  |             |
|  | Morinoideae |
|  |             |

|  | Valerianoideae |
|  |                |
|  | Dipsacoideae   |
|  |                |

|  | Linnaeoideae                                            |
|  |                                                         |
|  | \| \| Zabelia \| \| \| \| \| \| Morinoideae \| \| \| \| |
|  |                                                         |
|  | Zabelia                                                 |
|  |                                                         |
|  | Morinoideae                                             |
|  |                                                         |

|  | Zabelia     |
|  |             |
|  | Morinoideae |
|  |             |

|  | Valerianoideae |
|  |                |
|  | Dipsacoideae   |
|  |                |

|  | Linnaeoideae                                            |
|  |                                                         |
|  | \| \| Zabelia \| \| \| \| \| \| Morinoideae \| \| \| \| |
|  |                                                         |
|  | Zabelia                                                 |
|  |                                                         |
|  | Morinoideae                                             |
|  |                                                         |

|  | Zabelia     |
|  |             |
|  | Morinoideae |
|  |             |

|  | Valerianoideae |
|  |                |
|  | Dipsacoideae   |
|  |                |

|  | Linnaeoideae                                            |
|  |                                                         |
|  | \| \| Zabelia \| \| \| \| \| \| Morinoideae \| \| \| \| |
|  |                                                         |
|  | Zabelia                                                 |
|  |                                                         |
|  | Morinoideae                                             |
|  |                                                         |

|  | Zabelia     |
|  |             |
|  | Morinoideae |
|  |             |

|  | Valerianoideae |
|  |                |
|  | Dipsacoideae   |
|  |                |

|  | Linnaeoideae                                            |
|  |                                                         |
|  | \| \| Zabelia \| \| \| \| \| \| Morinoideae \| \| \| \| |
|  |                                                         |
|  | Zabelia                                                 |
|  |                                                         |
|  | Morinoideae                                             |
|  |                                                         |

|  | Zabelia     |
|  |             |
|  | Morinoideae |
|  |             |

|  | Valerianoideae |
|  |                |
|  | Dipsacoideae   |
|  |                |